# シャネル 2.55

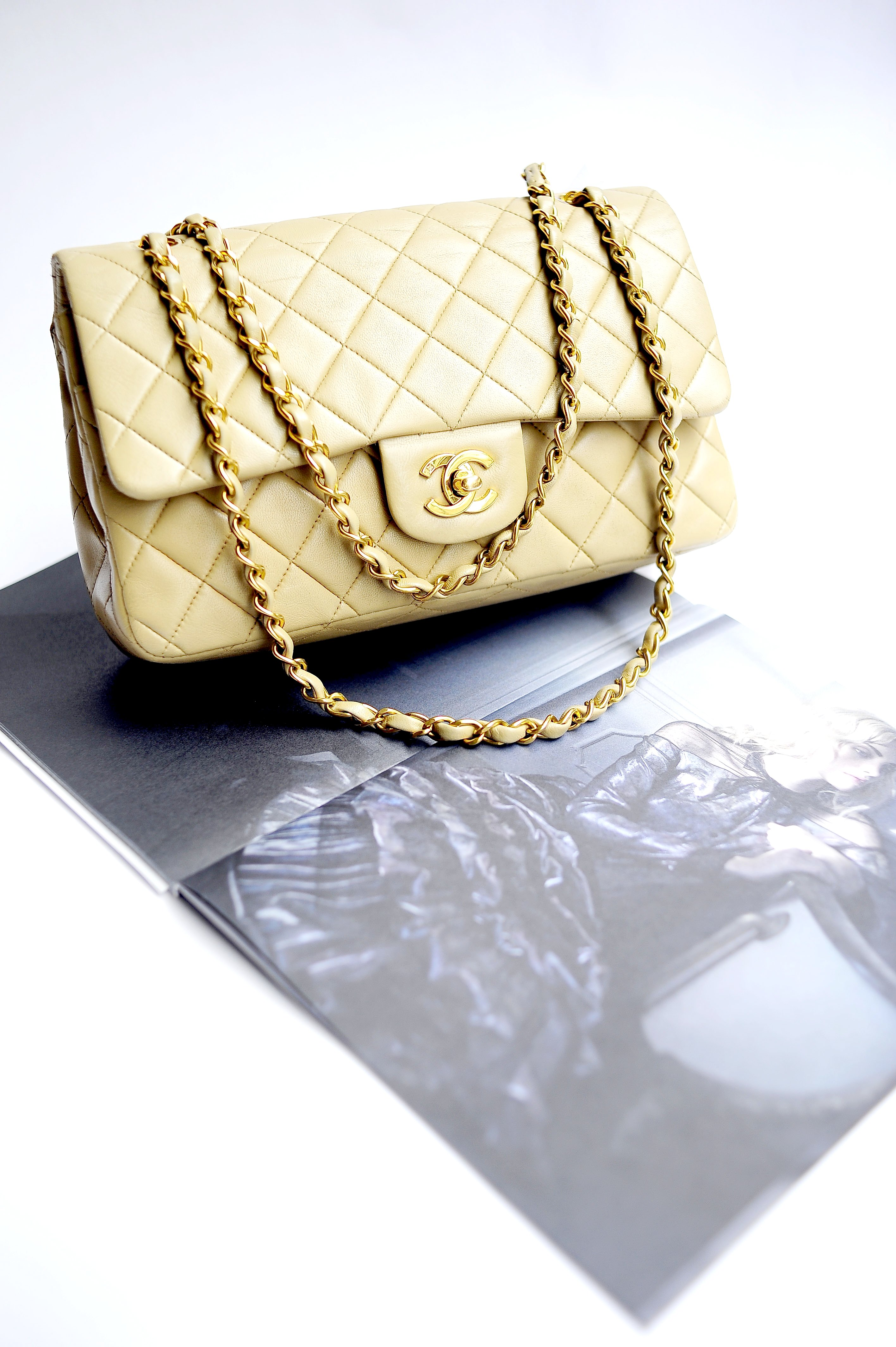
シャネル Classic Flap

シャネル 2.55は、シャネル社によって製造される革製の高級ハンドバッグまたは財布である。

## 起源
1920年代頃、 ココ・シャネルは荷物を運ぶたびに自分の手を占領するハンドバッグにウンザリし、そこから、手を自由にできるハンドバッグをデザインすることにした。
軍人が肩から下げていたストラップに着想した彼女は、それを細い肩掛けのストラップとしてデザインにおとしこみ、1929年に売り出し始めた。
第二次大戦をはさみ、1954年のシャネルのファッション業界への劇的なカムバックの後には、すぐさまこのバッグも時代に即したものに作りなおされた。  この時に再度デザインされたのが1955年の2月であり、それがこの呼び名の由来となった。

## 特徴
このバッグには伝説とよべるようないくつかのストーリーがある。
- 裏地のバーガンディ色は、彼女が育った修道院の制服の色を表している。 [要出典]
- フロントフラップの内側にジッパーで閉じる収納部分があるが、そこはシャネルが自分で使うオリジナルのバッグでラブレターをしまっておくために使っていた場所と噂されている。 [要出典]
- バッグの外側の裏に収納部があるが、そこはお金を入れておくためにある。
- シャネルは、現代の女性が社会に参加するためには両手が自由に使える状態でなければならないと考えていた。二重のチェーンのショルダーストラップは、 彼女が育った修道院の世話係たちが鍵を吊るすのに使っていたチェーンから着想し、それと同じタイプのチェーンを選んだ[1]。
- 初期のころに使われていたバッグ正面の留め具は「マドモアゼルロック」と呼ばれていた[1]。
- 外側は、ダイアモンド、またはヘリンボーンの形にキルティングされている。ランニングステッチによるこのキルティングが独特のボリューム感とシルエットを作っている[1]。このキルティングの模様は、馬乗りの乗馬コート、オーバジーヌの修道院のステンドグラス、あるいはシャネルのパリのアパートのクッションなどが着想源として語られている[3]。[要出典]

## バリエーション
その登場以来、オリジナルのデザインに着想したバリエーションが制作されている。それは、異なる色の革や生地を組み合わせたものだったり、正面のロックがオリジナルの「マドモアゼルロック」 ではなく、シャネルの象徴的な"CC"マークをモチーフとしたものであったりと様々である。
2005年2月にはオリジナルの創作50周年を記念して、最初の2.55の正確なコピーが発表された。  このモデルにのみ用いられた「Reissue 2.55」という呼び名は、しかし、現在ではオリジナルの2.55に似たディテールのすべてのハンドバッグを指す名前として一般的に使用されている。

## 価格の推移
1955年の2.55の発表以来、その販売価格は上昇を続けている。ある調査では、1955年から1990年までの間の値上げはたしかに物価上昇インフレによって説明されるが、しかし1990年以降、特に2010年代は急激な値上げがなされたという。 具体的には、2010年の2850ドルから、2016年時点で約5000ドルまで販売価格が上昇したという。 